# Lacon elegantissimus
Lacon elegantissimus – gatunek chrząszcza z rodziny sprężykowatych i podrodziny Agrypinae.
Gatunek ten opisany został w 2016 roku przez Aleksandra Proswirowa na podstawie parki okazów. Holotyp odłowiono w 1972 roku.
Chrząszcz o wydłużonym, przypłaszczonym ciele długości 15,9–16,4 mm i szerokości 4,8 mm. Ubarwiony jest matowo czarniawo z żółtawymi pazurkami oraz rudobrązowymi: czułkami, narządami gębowymi, pokrywami, stawami odnóży, stopami i fragmentami płytek bocznych przedtułowia. Porośnięty jest łuskowatymi włoskami, w większości barwy ciemnorudobrązowej. Głowa i przedplecze są grubo i gęsto punktowane, a pokrywy grubo i rzadziej. Przedplecze jest szersze niż dłuższe, z głębokim i szerokim wgłębieniem środkowym i dwiema parami guzków po jego bokach. Pokrywy są silnie wydłużone i o prawie równoległych bokach, dopiero w końcowej ⅓ zwężają się nieco ku szczytom. Samiec ma smukły edeagus z krótką apofizą i krótszymi od niego paramerami.
Owad palearktyczny, znany z afganistańskiej prowincji Kunar oraz z Dżammu i Kaszmiru. Prawdopodobnie gatunek górski.